# Ormajärvi
Le lac Orma (finnois : Ormajärvi) est un lac situé à Lammi dans la municipalité d'Hämeenlinna, en Finlande,,.

## Géographie
Le lac a une superficie de 657 hectares, soit 6,6 kilomètres carrés. 
Il mesure 3,5 kilomètres de long et 3,4 kilomètres de large.
Il a trois îles d'une superficie d'un peu plus d'un are.
La plus grande des îles est Kellosaari, située à la pointe sud-est du lac avec une autre île sans nom. 
La troisième île est située à l'extrémité nord du lac. 
Chaque île a un bâtiment et la longueur totale du littoral des îles n'est que de 450 mètres.
Le volume du lac est de 63 millions de mètres cubes, soit 0,063 kilomètre cube. Sa profondeur moyenne est de 9,6 mètres et sa profondeur maximale est de 29,4 mètres.
Le lac a une dépression qui mesure 1,5 kilomètre de long et plus de 25 mètres de profondeur. 
La dépression a une profondeur de 29 mètres en plusieurs points. Le point le plus profond est au milieu de la partie méridionale du lac,. 
La longueur du rivage du lac est de 16 kilomètres et environ la moitié des rivages est constituée de terres arables et le reste de terres forestières sur des eskers ou des tills. 
Parmi les eskers, il y a Untulanharju, Vanhakartanonmäki et Kukkuramäki. 
Au nord-ouest, la péninsule Sajaniemi est une zone Natura 2000.
À l'extrémité sud-est se trouve l'agglomération de Lammi, qui ne s'étend cependant pas jusqu'au rivage.
Les rivages abritent un habitat dispersé avec quelques maisons de vacances. 
Autour des rives occidentales se trouvent Niemenkulma, Maantiekulma à Parikkala et Katinsilta et sur la rive opposée Sankola.
La route nationale 12 et la kantatie 54 passent à distance du lac, mais  des chemins les relient à ses rives. 
L'yhdystie 3191 longe la rive orientale du lac,,.
Les paysages d'Ormajärvi-Untulanharju sont l'un des paysages précieux à l'échelle nationale en Finlande.